# Robbin Laird
Pour les articles homonymes, voir Laird (homonymie).
Robbin F. Laird (né en 1946) est un analyste militaire.

## Biographie
Enseignant à l'université Columbia, au Queens College, à l'université de Princeton et à l'université Johns Hopkins. Il travaille avec le Center for Defense Analysis et l' Institute for Defense Analysis. Il est membre du bureau des contributeurs de l'AOL Defense. Il écrit pour The Diplomat. Directeur du ICSA, LLC depuis 2000 et cofondateur du site Second Line of Defense, depuis 2010.

## Récompenses
- National Science Foundation
- US Institute of Peace
- Tinker Foundation